# Hermógenes Maza
Joseph Hermógenes Maza Loboguerrero (ou José Hermógenes de Maza y Lobo Guerrero), né à Bogota, le 20 avril 1792 et mort à Santa Cruz de Mompox le 14 juillet 1847, est un militaire colombien qui prit part à l'indépendance de son pays.

## Biographie
Fils du castillan Felipe de la Maza et de Rosalía Loboguerrero, il nait dans le quartier bogotan de Las Nieves le 20 avril 1792. Il étudie au Colegio Mayor de Nuestra Señora del Rosario.
En 1810, il fait partie de la révolution et rejoint le bataillon Auxiliaire. En octobre 1811, il se distingue lors de la prise de Simaña sous les ordres du capitaine Antonio Morales. Sous le commandement du lieutenant-colonel Vicente Campo Elías (es), il lutte lors des batailles de Mosquiteros (es) (14 octobre 1813), La Puerta (es) (3 février 1814) et La Victoria (12 février). Dans cette dernière action, il reçoit le grade de lieutenant-colonel. Après avoir servi dans la bataille de San Mateo (es) (25 mars) et de nouveau à La Puerta (15 juin), il est affecté à Caracas où il est responsable des défenses de la ville mises en place par Simón Bolívar. Il s'enfuit vers l'Est et est capturé lors de la bataille d'Urica (es) (5 décembre).
Emprisonné dans la capitale vénézuélienne, il souffre de tortures et de mauvais traitements. Il s'évade après avoir convaincu son geôlier José Luis Moreno de le laisser partir. Il passe trois ans en tant que fugitif à San Cristóbal, Cúcuta, Pamplona et Bogota. Il rejoint les forces patriotes après l'entrée triomphale de Bolívar à Bogota (10 août 1819). En 1820, il est envoyé avec une colonne à Honda et Santa Cruz de Mompox pour renforcer le colonel José María Córdova durant la campagne du río Magdalena. Il prend sa revanche sur les prisonniers en les attachant, en les mettant dans des sacs en cuir et en les jetant dans le Magdalena. Après la prise de Tenerife (25 juin), il est promu colonel diplômé. Il participe au siège de Carthagène des Indes (1820-1821) sous la direction du général Mariano Montilla.
Avec le colonel Córdova, il embarque au Panama pour rejoindre Guayaquil y renforcer le général Antonio José de Sucre. Il rejoint l'armée patriote à Riobamba et prend part à la bataille de Pichincha (24 mai 1822) et à la campagne de Pasto. En janvier 1823, il est nommé colonel effectif. En 1826, il devient général et se retire de la vie publique à Mompós.
Il est protégé par la famille Gutiérrez de Piñeres. Il meurt pauvre et alcoolique en 1847.